# Колёсные Горки
Колёсные Го́рки — деревня в Торжокском районе Тверской области России. Входит в состав Марьинского сельского поселения.

## География
Деревня находится в центральной части региона, в зоне хвойно-широколиственных лесов, в пределах восточной оконечности Валдайской возвышенности, на автодороге «Москва — Санкт-Петербург» М10 (E 105), в 18 км к юго-востоку от Торжка, 36 км от Твери, в 208 км от Москвы.

### Климат
Климат характеризуется как умеренно континентальный, влажный, с морозной зимой и умеренно тёплым летом. Среднегодовая температура воздуха — 3,9 °C. Средняя температура воздуха самого холодного месяца (января) — −10,2 °C (абсолютный минимум — −48 °C); самого тёплого месяца (июля) — 16,9 °C (абсолютный максимум — 35 °C). Вегетационный период длится около 169 дней. Годовое количество атмосферных осадков составляет около 575—600 мм, из которых большая часть выпадает в тёплый период. Снежный покров держится в течение 135 −140 дней. Среднегодовая скорость ветра варьирует в пределах от 3,1 до 4,1 м/с.

## История
В Списке населенных мест Тверской губернии 1859 года в Новоторжском уезде значится деревня Горки (Колесныя Горки) на Санкт-Петербургско-Московском шоссе, имеет 14 дворов, 183 жителя. Во второй половине XIX — начале XX века деревня относилась к Спасскому приходу Марьинской волости Новоторжского уезда. В 1884 году — 26 дворов, 142 жителя, промыслы отхожие: извозчики, прислуга.
В 1940 году деревня в составе Марьинского сельсовета Медновского района Калининской области.

## Население
| 2008 | 2010 |
| ---- | ---- |
| 23   | ↘22  |

В 1997 году — 9 хозяйств, 17 жителей.

## Инфраструктура
После снегопадов конца 2012 года Колёсные Горки считаются пунктом питания и обогрева на трассе М-10.
Личное подсобное хозяйство. Дома деревни расположены с одной, северной, стороны шоссе.

## Транспорт
Остановка общественного транспорта «Колёсные Горки».